# Pomerode (kommun)
Pomerode är en kommun i Brasilien.   Den ligger i delstaten Santa Catarina, i den södra delen av landet, 1 200 km söder om huvudstaden Brasília. Antalet invånare är 27 772.
Följande samhällen finns i Pomerode:
- Pomerode

I omgivningarna runt Pomerode växer i huvudsak städsegrön lövskog. Runt Pomerode är det ganska tätbefolkat, med 116 invånare per kvadratkilometer.